# Bodrog
Bodrog – rzeka w dorzeczu Dunaju, przepływająca przez wschodnią Słowację i północno-wschodnie Węgry. Prawy dopływ Cisy. Długość 66 km, z tego 15 km na Słowacji, 51 km na Węgrzech. Powierzchnia zlewni 11 552 km², w tym na Słowacji 7.272 km². Przeciętny przepływ na granicy – 115 m³/s, przeciętna głębokość w tym samym miejscu – 4,3 m.
Bodrog powstaje z połączenia rzek Ondavy i Latoricy koło wsi Zemplin na Nizinie Wschodniosłowackiej i płynie na południowy zachód. Granicę węgiersko-słowacką przecina koło wsi Streda nad Bodrogom, po czym, po kilku kilometrach, przyjmuje swój największy dopływ – graniczną rzeczkę Roňava, a następnie przepływa przez największą miejscowość w swym biegu – miasteczko Sárospatak. Na terenie Węgier płynie u wschodniego podnóża Gór Tokajsko-Slańskich, z których zbiera kilka małych dopływów, po czym skręca na południowy wschód i u stóp góry Tokaj, koło miasta o tej samej nazwie, wpada do Cisy.
Bodrog jest rzeką nizinną, płynie meandrując, na odcinku około 30 km przed ujściem wzdłuż rzeki ciągną się bagna, stanowiące ostoję ptactwa. Ten odcinek jest atrakcyjny dla turystyki wodnej. Do czasu regulacji rzeki, przeprowadzonej pod koniec XIX wieku, Bodrog wraz z innymi rzekami Niziny Wschodniosłowackiej tworzył na niej rozległe moczary, ciągnące się aż do Cisy (region Bodrogköz). Częste powodzie stały się powodem rychłej regulacji rzeki.
Miejsce, w którym Bodrog przecina granicę, jest najniżej położonym punktem Słowacji – 94 m n.p.m.